# Vignaux (Haute-Garonne)
Pour les articles homonymes, voir Vignaux.
Vignaux (Vinhaus en occitan) est une commune française située dans le nord du département de la Haute-Garonne en région Occitanie.
Sur le plan historique et culturel, la commune est dans le pays de Rivière-Verdun, un petit pays d'élection de l'est de la Gascogne, à l'écart des grandes voies de communication, et s'étageant sur les terrasses de la rive gauche de la Garonne, entre la vallée de la Save et la Lomagne, et se prolongeant en Gascogne toulousaine. Exposée à un climat océanique altéré, elle est drainée par l'Arsène, le Cédat et par un autre cours d'eau.
Vignaux est une commune rurale qui compte 157 habitants en 2022, après avoir connu un pic de population de 400 habitants en 1851. Elle fait partie de l'aire d'attraction de Toulouse. Ses habitants sont appelés les Vignaulais ou  Vignaulaises.

## Géographie

### Localisation
La commune de Vignaux se trouve dans le département de la Haute-Garonne, en région Occitanie.
Elle se situe à 32 km à vol d'oiseau de Toulouse, préfecture du département, et à 16 km de Léguevin, bureau centralisateur du canton de Léguevin dont dépend la commune depuis 2015 pour les élections départementales.
La commune fait en outre partie du bassin de vie de L'Isle-Jourdain.
Les communes les plus proches sont : 
Garac (1,8 km), Encausse (2,8 km), Caubiac (3,5 km), Bellegarde-Sainte-Marie (4,0 km), Monbrun (4,3 km), Le Grès (4,9 km), Sainte-Livrade (4,9 km), Cadours (5,0 km).
Sur le plan historique et culturel, Vignaux fait partie du pays de Rivière-Verdun, un petit pays d'élection de l'est de la Gascogne sis à l'écart des grandes voies de communication. Ce territoire s'étage sur les terrasses de la rive gauche de la Garonne, entre la vallée de la Save et la Lomagne, et se prolonge plein est en Gascogne toulousaine.
Vignaux est limitrophe de quatre autres communes dont une dans le département du Gers.
Les communes limitrophes sont  Bellegarde-Sainte-Marie, Caubiac, Encausse et Garac.
|                 | Caubiac                 |       |
| Encausse (Gers) | Vignaux                 | Garac |
|                 | Bellegarde-Sainte-Marie |       |

### Géologie et relief
La superficie de la commune est de 404 hectares ; son altitude varie de 156  à   244 mètres.

### Hydrographie

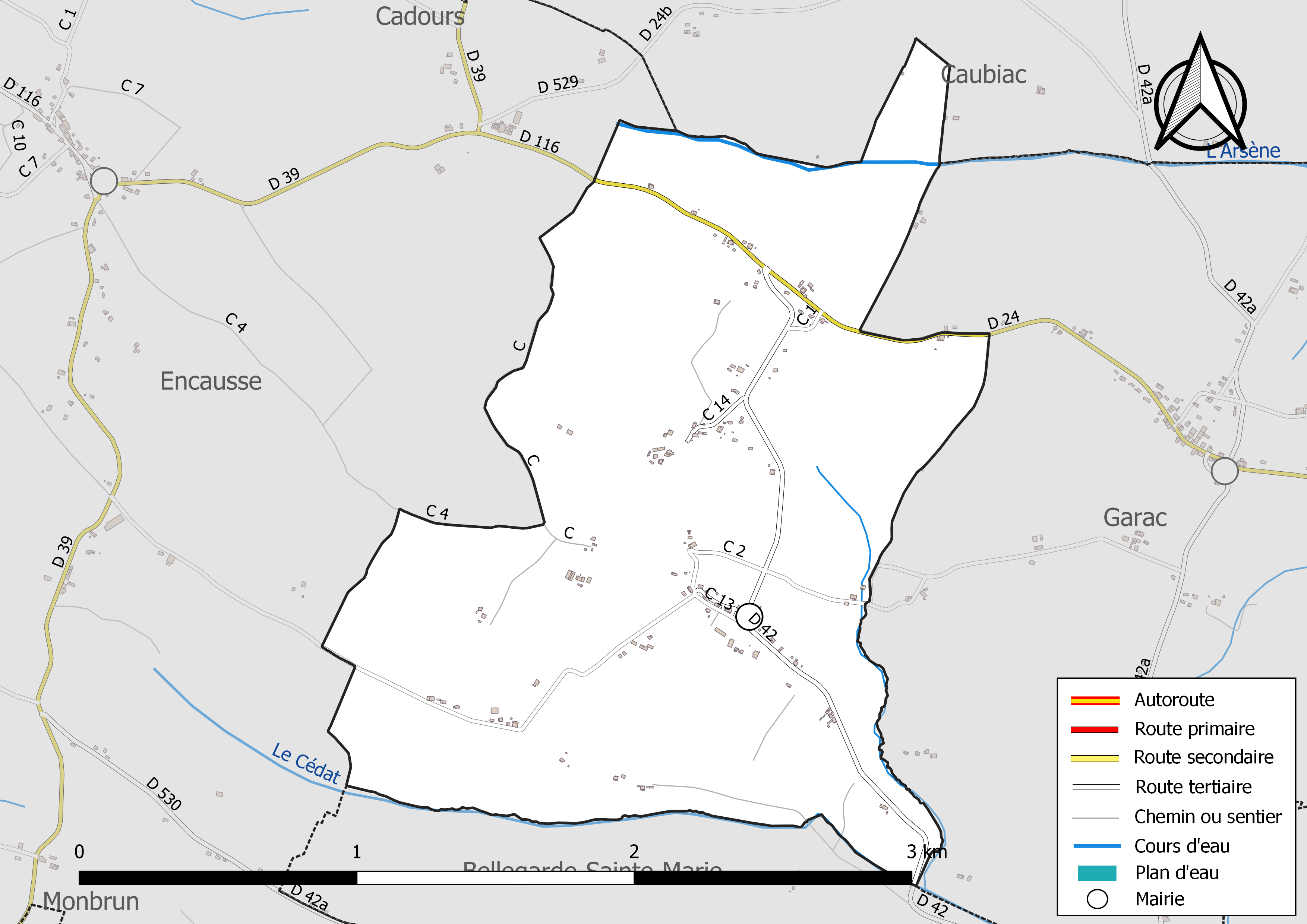
Réseaux hydrographique et routier de Vignaux.

La commune est dans le bassin de la Garonne, au sein du bassin hydrographique Adour-Garonne. Elle est drainée par l'Arsène, le Cédat et par un petit cours d'eau, constituant un réseau hydrographique de 3 km de longueur totale,.
L'Arsène, d'une longueur totale de 14,1 km, prend sa source dans la commune d'Encausse (32) et s'écoule d'ouest en est. Il traverse la commune et se jette dans La Save à Montaigut-sur-Save, après avoir traversé 10 communes.

### Climat
Pour des articles plus généraux, voir Climat de l'Occitanie et Climat de la Haute-Garonne.
En 2010, le climat de la commune est de type climat océanique dégradé des plaines du Centre et du Nord, selon une étude s'appuyant sur une série de données couvrant la période 1971-2000. En 2020, Météo-France publie une typologie des climats de la France métropolitaine dans laquelle la commune est exposée à un climat océanique altéré et est dans la région climatique Aquitaine, Gascogne, caractérisée par une pluviométrie abondante au printemps, modérée en automne, un faible ensoleillement au printemps, un été chaud (19,5 °C), des vents faibles, des brouillards fréquents en automne et en hiver et des orages fréquents en été (15 à 20 jours).
Pour la période 1971-2000, la température annuelle moyenne est de 12,8 °C, avec une amplitude thermique annuelle de 15,7 °C. Le cumul annuel moyen de précipitations est de 720 mm, avec 9,7 jours de précipitations en janvier et 5,9 jours en juillet. Pour la période 1991-2020, la température moyenne annuelle observée sur la station météorologique la plus proche, située sur la commune de Blagnac à 27 km à vol d'oiseau, est de 14,2 °C et le cumul annuel moyen de précipitations est de 627,0 mm,. Pour l'avenir, les paramètres climatiques de la commune estimés pour 2050 selon différents scénarios d'émission de gaz à effet de serre sont consultables sur un site dédié publié par Météo-France en novembre 2022.

### Milieux naturels et biodiversité
Aucun espace naturel présentant un intérêt patrimonial n'est recensé sur la commune dans l'inventaire national du patrimoine naturel,,.

## Urbanisme

### Typologie
Au 1er janvier 2024, Vignaux est catégorisée commune rurale à habitat très dispersé, selon la nouvelle grille communale de densité à sept niveaux définie par l'Insee en 2022.
Elle est située hors unité urbaine. Par ailleurs la commune fait partie de l'aire d'attraction de Toulouse, dont elle est une commune de la couronne,. Cette aire, qui regroupe 527 communes, est catégorisée dans les aires de 700 000 habitants ou plus (hors Paris),.

### Voies de communication et transports
- Par la route : la D 42 passe dans le village et rejoint la D 24, route classée secondaire par OpenStreetMap[20], qui sera la D 116 au changement de département très proche.
- Par le train : la gare de Mérenvielle est la plus proche.
- Par l'avion : l'aéroport de Toulouse-Blagnac dessert des villes dans le monde entier.

### Risques majeurs
Le territoire de la commune de Vignaux est vulnérable à différents aléas naturels : météorologiques (tempête, orage, neige, grand froid, canicule ou sécheresse) et séisme (sismicité très faible). Un site publié par le BRGM permet d'évaluer simplement et rapidement les risques d'un bien localisé soit par son adresse soit par le numéro de sa parcelle.

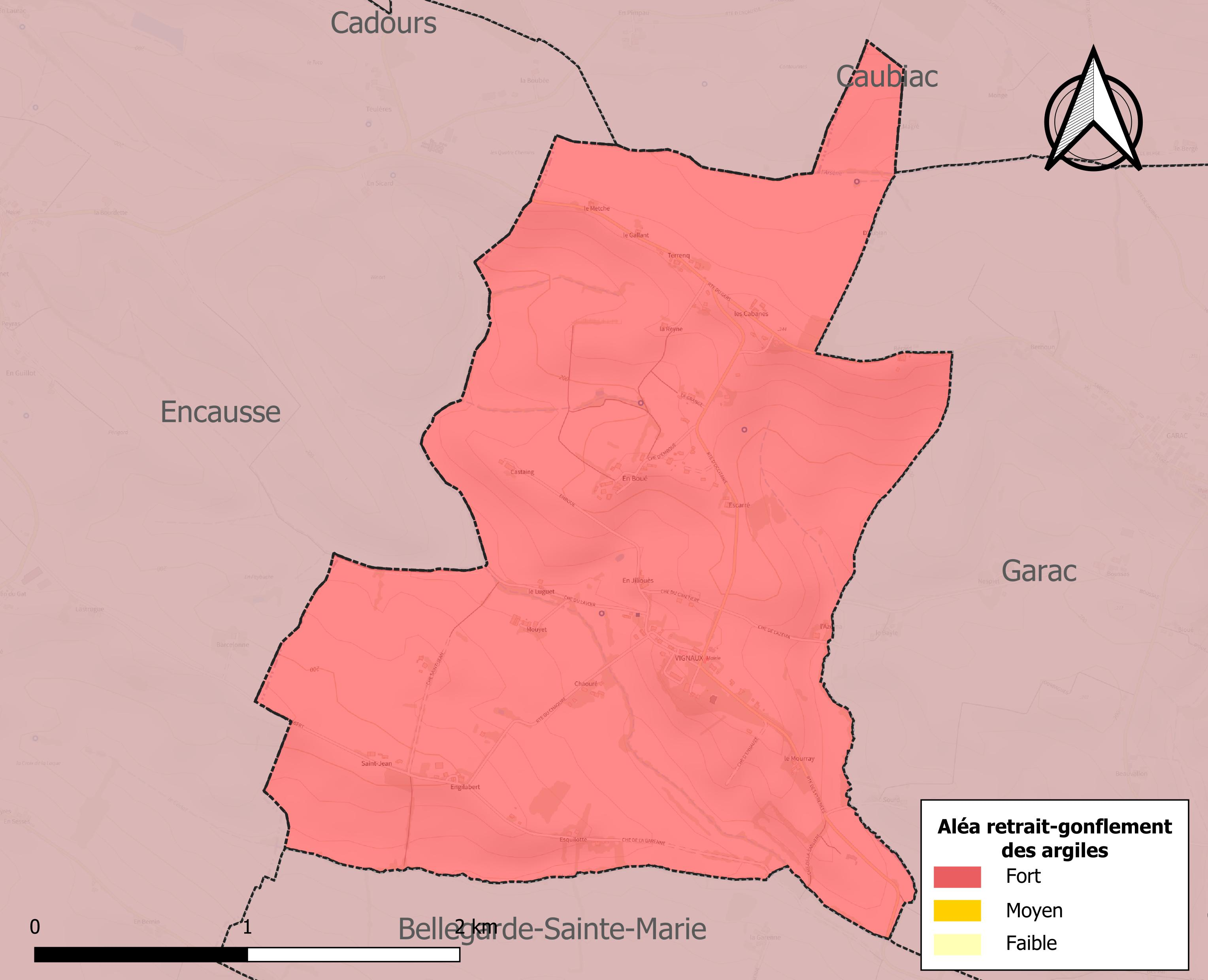
Carte des zones d'aléa retrait-gonflement des sols argileux de Vignaux.

Le retrait-gonflement des sols argileux est susceptible d'engendrer des dommages importants aux bâtiments en cas d’alternance de périodes de sécheresse et de pluie. La totalité de la commune est en aléa moyen ou fort (88,8 % au niveau départemental et 48,5 % au niveau national). Sur les 65 bâtiments dénombrés sur la commune en 2019, 65 sont en aléa moyen ou fort, soit 100 %, à comparer aux 98 % au niveau départemental et 54 % au niveau national. Une cartographie de l'exposition du territoire national au retrait gonflement des sols argileux est disponible sur le site du BRGM,.
Par ailleurs, afin de mieux appréhender le risque d’affaissement de terrain, l'inventaire national des cavités souterraines permet de localiser celles situées sur la commune.
Concernant les mouvements de terrains, la commune a été reconnue en état de catastrophe naturelle au titre des dommages causés par la sécheresse en 1989, 2003 et 2011 et par des mouvements de terrain en 1999.

## Toponymie
Vinhau en occitan désigne le lieu planté de vigne.

## Politique et administration

### Administration municipale
Le nombre d'habitants au recensement de 2017 étant compris entre 100 habitants et 499 habitants, le nombre de membres du conseil municipal pour l'élection de 2020 est de onze,.

### Rattachements administratifs et électoraux
Commune faisant partie de la sixième circonscription de la Haute-Garonne, de la communauté de communes des Hauts Tolosans et du canton de Léguevin (avant le redécoupage départemental de 2014, Vignaux faisait partie de l'ex-canton de Cadours) et avant le 1er janvier 2017 de la communauté de communes des Coteaux de Cadours.

### Liste des maires
| Période                                  | Période  | Identité           | Étiquette | Qualité     |
| ---------------------------------------- | -------- | ------------------ | --------- | ----------- |
|                                          | 2001     | Edouard Dupoux     |           |             |
| mars 2001                                | 2014     | Claude Zaccariotto |           |             |
| mars 2014                                | En cours | Roland Leconte     | SE        | Agriculteur |
| Les données manquantes sont à compléter. |          |                    |           |             |

## Population et société

### Démographie
L'évolution du nombre d'habitants est connue à travers les recensements de la population effectués dans la commune depuis 1793. Pour les communes de moins de 10 000 habitants, une enquête de recensement portant sur toute la population est réalisée tous les cinq ans, les populations de référence des années intermédiaires étant quant à elles estimées par interpolation ou extrapolation. Pour la commune, le premier recensement exhaustif entrant dans le cadre du nouveau dispositif a été réalisé en 2008.

En 2022, la commune comptait 157 habitants, en évolution de +22,66 % par rapport à 2016 (Haute-Garonne : +8,02 %, France hors Mayotte : +2,11 %).
| 1793 | 1800 | 1806 | 1821 | 1831 | 1836 | 1841 | 1846 | 1851 |
| ---- | ---- | ---- | ---- | ---- | ---- | ---- | ---- | ---- |
| 300  | 303  | 286  | 286  | 284  | 286  | 284  | 293  | 400  |

| 1856 | 1861 | 1866 | 1872 | 1876 | 1881 | 1886 | 1891 | 1896 |
| ---- | ---- | ---- | ---- | ---- | ---- | ---- | ---- | ---- |
| 282  | 278  | 263  | 269  | 223  | 230  | 215  | 229  | 211  |

| 1901 | 1906 | 1911 | 1921 | 1926 | 1931 | 1936 | 1946 | 1954 |
| ---- | ---- | ---- | ---- | ---- | ---- | ---- | ---- | ---- |
| 170  | 167  | 154  | 149  | 147  | 139  | 142  | 104  | 110  |

| 1962 | 1968 | 1975 | 1982 | 1990 | 1999 | 2006 | 2008 | 2013 |
| ---- | ---- | ---- | ---- | ---- | ---- | ---- | ---- | ---- |
| 102  | 101  | 98   | 110  | 101  | 100  | 115  | 119  | 119  |

| 2018 | 2022 | - | - | - | - | - | - | - |
| ---- | ---- | - | - | - | - | - | - | - |
| 141  | 157  | - | - | - | - | - | - | - |

| selon la population municipale des années : | 1968 | 1975 | 1982 | 1990 | 1999 | 2006 | 2009 | 2013 |
| Rang de la commune dans le département      | 489  | 497  | 390  | 431  | 468  | 451  | 454  | 461  |
| Nombre de communes du département           | 592  | 582  | 586  | 588  | 588  | 588  | 589  | 589  |

### Enseignement
Vignaux fait partie de l'académie de Toulouse. Les élèves du primaire sont à l'école de Cadours, les collégiens au collège de Cadours et les lycéens au lycée de L'Isle Jourdain.

### Sports
Chasse, pétanque.

### Écologie et recyclage
La collecte et le traitement des déchets des ménages et des déchets assimilés ainsi que la protection et la mise en valeur de l'environnement se font dans le cadre de la communauté de communes des Coteaux de Cadours.
Une déchetterie est présente sur la commune de Cadours.

## Économie

### Emploi
|                | 2008  | 2013  | 2018  |
| -------------- | ----- | ----- | ----- |
| Commune        | 6,7 % | 2,7 % | 5,7 % |
| Département    | 7,7 % | 9,6 % | 9,3 % |
| France entière | 8,3 % | 10 %  | 10 %  |

En 2018, la population âgée de 15 à 64 ans s'élève à 87 personnes, parmi lesquelles on compte 77 % d'actifs (71,3 % ayant un emploi et 5,7 % de chômeurs) et 23 % d'inactifs,. Depuis 2008, le taux de chômage communal (au sens du recensement) des 15-64 ans est inférieur à celui de la France et du département.
La commune fait partie de la couronne de l'aire d'attraction de Toulouse, du fait qu'au moins 15 % des actifs travaillent dans le pôle,. Elle compte 7 emplois en 2018, contre 9 en 2013 et 11 en 2008. Le nombre d'actifs ayant un emploi résidant dans la commune est de 63, soit un indicateur de concentration d'emploi de 11 % et un taux d'activité parmi les 15 ans ou plus de 58,1 %.
Sur ces 63 actifs de 15 ans ou plus ayant un emploi, 4 travaillent dans la commune, soit 6 % des habitants. Pour se rendre au travail, 96,8 % des habitants utilisent un véhicule personnel ou de fonction à quatre roues, 1,6 % les transports en commun, 1,6 % s'y rendent en deux-roues, à vélo ou à pied et.

### Activités hors agriculture
11 établissements sont implantés  à Vignaux au 31 décembre 2019.
Le secteur de la construction est prépondérant sur la commune puisqu'il représente 45,5 % du nombre total d'établissements de la commune (5 sur les 11 entreprises implantées  à Vignaux), contre 12 % au niveau départemental.

### Agriculture
|               | 1988 | 2000 | 2010 | 2020 |
| ------------- | ---- | ---- | ---- | ---- |
| Exploitations | 14   | 8    | 8    | 4    |
| SAU (ha)      | 492  | 368  | 444  | 426  |

La commune est dans les « Coteaux du Gers », une petite région agricole occupant une partie nord-ouest du département de la Haute-Garonne, caractérisée par une succession de coteaux peu accidentés, les surfaces cultivées étant entièrement dévolues aux grandes cultures. En 2020, l'orientation technico-économique de l'agriculture  sur la commune est la culture de céréales et/ou d'oléoprotéagineuses. Quatre exploitations agricoles ayant leur siège dans la commune sont dénombrées lors du recensement agricole de 2020 (14 en 1988). La superficie agricole utilisée est de 426 ha,,.

## Culture locale et patrimoine

### Lieux et monuments

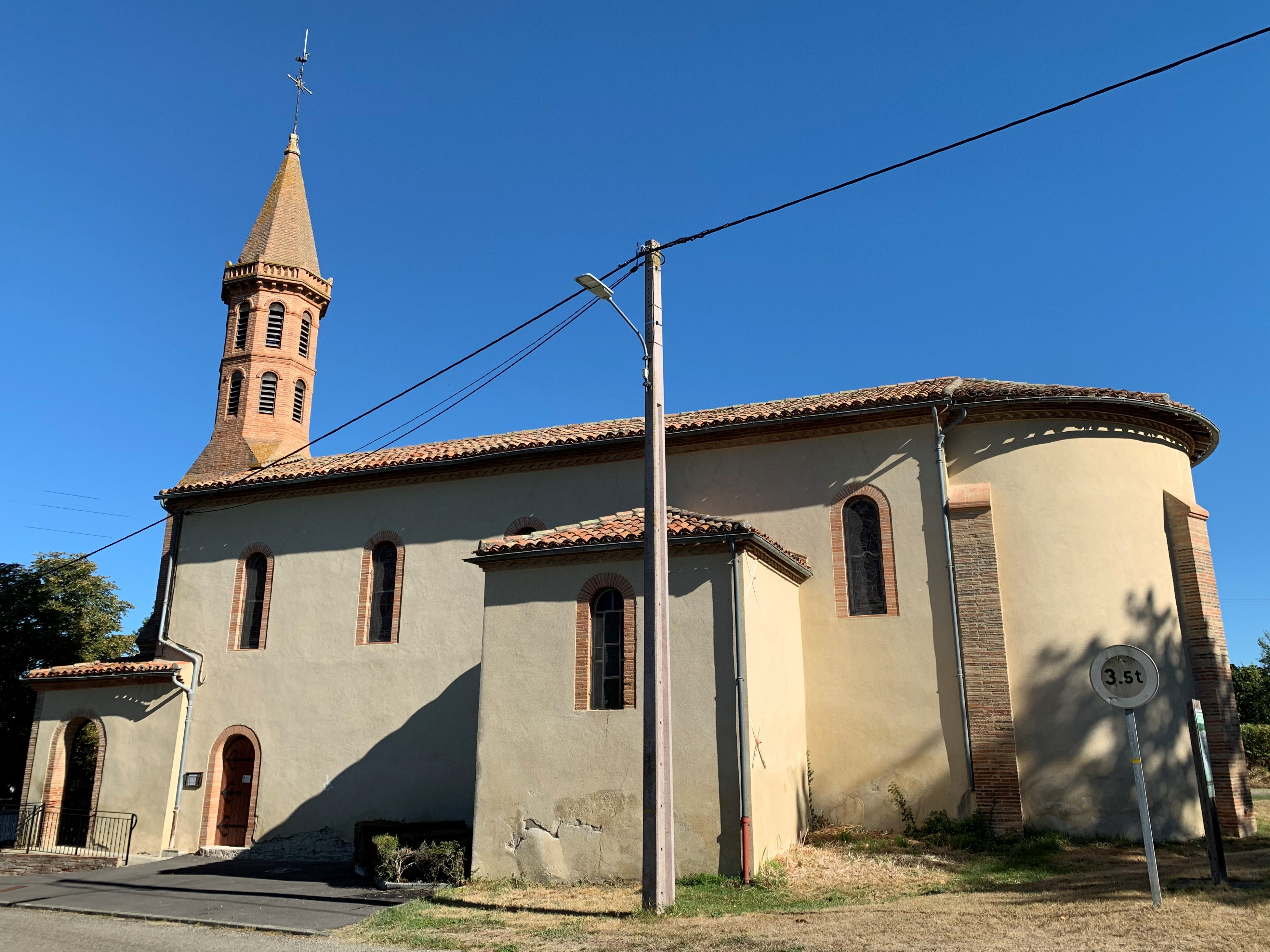
Église Saint-Pierre
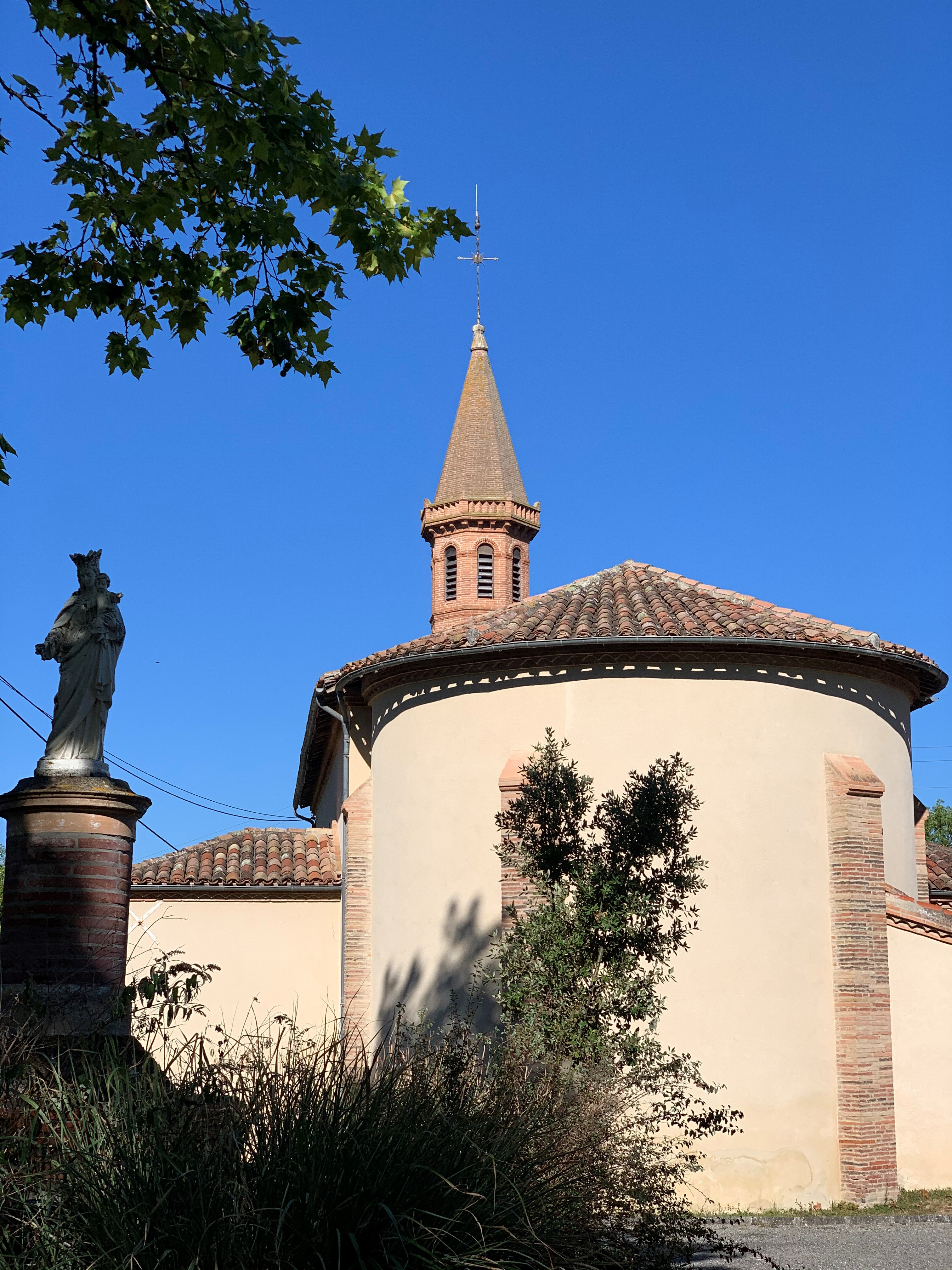
Château dans le village

- Église Saint-Pierre
- Depuis la place du village

### Héraldique
| Blason de Vignaux | Blason  | Parti : au 1) coupé au I de gueules au château d’or ouvert et ajouré de sable sur un mont d’argent au II de sinople à la branche de vigne feuillé et fruitée d’or ; au 2) tiercé en fasce au I d’azur semé de fleurs de lys d’argent, au II de gueules à la lettre V capitale d’argent, au III d’azur aux deux pals d’argent. |
| Blason de Vignaux | Détails | Le statut officiel du blason reste à déterminer. |